# Erato (driade)
Erato (in greco antico: Ἐρατώ?, Erató) è un personaggio della mitologia greca. Fu una Ninfa driade.

## Genealogia
Sposò Arcade ed ebbe i figli Azano, Elato ed Afeida.

## Mitologia
Fu una sacerdotessa e profeta del dio Pan e le furono attribuiti dei versi a lei dedicati in un antico oracolo del dio, situato nell'antica a Megalopoli e vicino ad Acacesio.